# Conservatorio Real de La Haya
El Conservatorio Real de La Haya (en neerlandés: Koninklijk Conservatorium Den Haag) es un conservatorio de música, localizado en la ciudad de La Haya en Países Bajos, que ofrece educación superior en música y danza. Fundado por Guillermo I en 1826, es la institución musical más antigua del país.

## Áreas de enseñanza
La escuela secular alcanzó reconocimiento internacional, y ofrece actualmente cursos en las siguientes áreas:
- Música erudita europea
- Música antigua
- Jazz
- Sonología
- Imagen y sonido
- Grabación y reproducción sonora
- Composición musical
- Ballet
- Ópera